# مونیکا کینا
مونیکا کینا (انگلیسی: Monica Keena؛ زادهٔ ۲۸ مهٔ ۱۹۷۹) یک هنرپیشه، و مانکن (فرد) اهل ایالات متحده آمریکا است. وی از سال ۱۹۹۴ میلادی تاکنون مشغول فعالیت بوده‌است.

## بخشی از فیلمشناسی
از فیلم‌ها یا برنامه‌های تلویزیونی که وی در آن نقش داشته‌است می‌توان به آثار زیر اشاره کرد.
- وقتی خواب بودی (فیلم) (۱۹۹۵)
- سفیدبرفی (۱۹۹۷)
- وکیل‌مدافع شیطان (فیلم ۱۹۹۷) (۱۹۹۷)
- تنها کاری که می‌خواهم انجام دهم (فیلم) (۱۹۹۸)
- اورنج کانتی (فیلم) (۲۰۰۲)
- فردی علیه جیسون (۲۰۰۳)
- اوکسانا بایول (۱۹۹۴)
- پادشاه تپه (۲۰۰۳)
- دارودسته (مجموعه تلویزیونی) (۲۰۰۴–۲۰۰۵)
- آناتومی گری (مجموعه تلویزیونی) (۲۰۰۵)
- مرد خانه (۲۰۰۵)
- سی‌اس‌آی (۲۰۰۶)
- آناتومی گری (مجموعه تلویزیونی) (۲۰۰۷)
- قوانین بروکلین (۲۰۰۷)
- مرغ ربات (۲۰۰۹)
- درمانگاه خصوصی (۲۰۱۰)
- کسل (مجموعه تلویزیونی) (۲۰۱۱)
- بیویس و بات‌هد (۲۰۱۱)